# Pill (Somerset)
Pill – wieś w Anglii, w hrabstwie ceremonialnym Somerset, w dystrykcie (unitary authority) North Somerset. Leży 9 km na północny zachód od miasta Bristol i 178 km na zachód od Londynu.